# Danh sách giải thưởng và đề cử của Phạm Băng Băng
Phạm Băng Băng (tiếng Trung: 范冰冰, tiếng Anh: Fan Bing-Bing; sinh ngày 16 tháng 9 năm 1981) là một nữ diễn viên, người mẫu thời trang, nhà sản xuất phim, doanh nhân người Trung Quốc. Phạm Băng Băng là một trong những Đại hoa đán thuộc "Song Băng" ngang hàng Tứ đại hoa đán Đại lục cùng với Thư Kỳ và Thang Duy tạo thành Tứ đán Song Băng Kỳ Duy. Cô được xem là biểu tượng thời trang và nhan sắc tại Trung Quốc và Châu Á.

## Giải thưởng và Đề cử

### Asian Film Awards - Giải thưởng Điện ảnh Châu Á
| Lần | Năm  | Hạng Mục                         | Tác Phẩm Đề Cử               | Kết Quả   |
| --- | ---- | -------------------------------- | ---------------------------- | --------- |
| 11  | 2017 | Nữ diễn viên chính xuất sắc nhất | Tôi không phải Phan Kim Liên | Đoạt giải |

### Beijing College Student Film Festival - LHP Sinh viên Bắc Kinh
| Lần | Năm  | Hạng Mục                         | Tác Phẩm Đề Cử    | Kết Quả   |
| --- | ---- | -------------------------------- | ----------------- | --------- |
| 18  | 2011 | Nữ diễn viên chính xuất sắc nhất | Quan Âm sơn       | Đoạt giải |
| 19  | 2013 | Nữ diễn viên chính xuất sắc nhất | Nhị thứ bộc quang | Đề cử     |

### China International Film Festival Berlin - LHP Quốc tế Trung Quốc - Berlin
| Năm  | Hạng Mục                         | Tác Phẩm Đề Cử      | Kết Quả   |
| ---- | -------------------------------- | ------------------- | --------- |
| 2016 | Nữ diễn viên chính xuất sắc nhất | Vạn vật sinh trưởng | Đoạt giải |

### China International Film Festival London - LHP Quốc tế Trung Quốc - London
| Năm  | Hạng Mục                                  | Tác Phẩm Đề Cử     | Kết Quả   |
| ---- | ----------------------------------------- | ------------------ | --------- |
| 2013 | Nữ diễn viên chính xuất sắc nhất          | One Night Surprise | Đề cử     |
| 2013 | Most Influential Chinese Actress Overseas |                    | Đoạt giải |

### China Film Director's Guild Awards
| Năm  | Hạng Mục                         | Tác Phẩm Đề Cử | Kết Quả |
| ---- | -------------------------------- | -------------- | ------- |
| 2012 | Nữ diễn viên chính xuất sắc nhất | Quan Âm sơn    | Đề cử   |

### Chinese Film Media Awards - Giải thưởng Điện ảnh Truyền thông Trung Quốc
| Lần | Năm  | Hạng Mục                         | Tác Phẩm Đề Cử    | Kết Quả |
| --- | ---- | -------------------------------- | ----------------- | ------- |
| 4   | 2004 | Nữ diễn viên phụ xuất sắc nhất   | Cell Phone        | Đề cử   |
| 12  | 2012 | Nữ diễn viên chính xuất sắc nhất | Nhị thứ bộc quang | Đề cử   |

### Đại Chúng Điện Thị
| Năm  | Hạng Mục                            | Tác Phẩm Đề Cử | Kết Quả   |
| ---- | ----------------------------------- | -------------- | --------- |
| 2000 | Ngôi sao truyền hình yêu thích nhất |                | Đoạt giải |

### Eurasian Film Festival - LHP Á - Âu
| Lần | Năm  | Hạng Mục                         | Tác Phẩm Đề Cử     | Kết Quả   |
| --- | ---- | -------------------------------- | ------------------ | --------- |
| 4   | 2004 | Nữ diễn viên chính xuất sắc nhất | Lạc lối ở Bắc Kinh | Đoạt giải |

### Huabiao Awards - Hoa Biểu
| Lần | Năm  | Hạng Mục                       | Tác Phẩm Đề Cử | Kết Quả |
| --- | ---- | ------------------------------ | -------------- | ------- |
| 10  | 2004 | Nữ diễn viên mới xuất sắc nhất | Cell Phone     | Đề cử   |

### Hundred Flowers Awards - Bách Hoa
| Lần | Năm  | Hạng Mục                         | Tác Phẩm Đề Cử           | Kết Quả   |
| --- | ---- | -------------------------------- | ------------------------ | --------- |
| 26  | 2002 | Nữ diễn viên xuất sắc nhất       | Yêu từ cái nhìn đầu tiên | Đề cử     |
| 27  | 2004 | Nữ diễn viên chính xuất sắc nhất | Cell Phone               | Đoạt giải |
| 30  | 2010 | Nữ diễn viên chính xuất sắc nhất | Bodyguards and Assassins | Đề cử     |

### Golden Horse Awards - Kim Mã
| Lần | Năm  | Hạng Mục                         | Tác Phẩm Đề Cử               | Kết Quả   |
| --- | ---- | -------------------------------- | ---------------------------- | --------- |
| 44  | 2007 | Nữ diễn viên phụ xuất sắc nhất   | Trong lòng có quỷ            | Đoạt giải |
| 53  | 2016 | Nữ diễn viên chính xuất sắc nhất | Tôi không phải Phan Kim Liên | Đề cử     |

### Hong Kong Film Awards - Kim Tượng
| Lần | Năm  | Hạng Mục                       | Tác Phẩm Đề Cử           | Kết Quả |
| --- | ---- | ------------------------------ | ------------------------ | ------- |
| 29  | 2010 | Nữ diễn viên phụ xuất sắc nhất | Bodyguards and Assassins | Đề cử   |

### Huanding Awards - Hoa Đỉnh
| Lần | Năm  | Hạng Mục                                 | Tác Phẩm Đề Cử                   | Kết Quả   |
| --- | ---- | ---------------------------------------- | -------------------------------- | --------- |
| 9   | 2013 | Nữ diễn viên chính xuất sắc nhất         | Nhị thứ bộc quang                | Đoạt giải |
| 10  | 2014 | Ngôi sao truyền hình được yêu thích nhất |                                  | Đoạt giải |
| 15  | 2015 | Bạch Phát ma nữ                          | Nữ diễn viên chính xuất sắc nhất | Đề cử     |
| 16  | 2015 | Võ Mỵ Nương truyền kỳ                    | Nữ diễn viên chính xuất sắc nhất | Đề cử     |
| 16  | 2015 | Võ Mỵ Nương truyền kỳ                    | Đạo diễn xuất sắc nhất           | Đề cử     |

### Gold Aries Award Macau International Film Festival
| Năm  | Hạng Mục                         | Tác Phẩm Đề Cử      | Kết Quả |
| ---- | -------------------------------- | ------------------- | ------- |
| 2016 | Nữ diễn viên chính xuất sắc nhất | Vạn vật sinh trưởng | Đề cử   |

### Golden Bauhinia Awards - Kim Tử Kinh
| Lần | Năm  | Hạng Mục                         | Tác Phẩm Đề Cử   | Kết Quả |
| --- | ---- | -------------------------------- | ---------------- | ------- |
| 12  | 2007 | Nữ diễn viên chính xuất sắc nhất | A Battle of Wits | Đề cử   |

### Golden Rooster Awards - Kim Kê
| Lần | Năm  | Hạng Mục                         | Tác Phẩm Đề Cử               | Kết Quả   |
| --- | ---- | -------------------------------- | ---------------------------- | --------- |
| 24  | 2004 | Nữ diễn viên phụ xuất sắc nhất   | Cell Phone                   | Đề cử     |
| 31  | 2017 | Nữ diễn viên chính xuất sắc nhất | Tôi không phải Phan Kim Liên | Đoạt giải |

### Golden Screen Awards
| Năm  | Hạng Mục                       | Tác Phẩm Đề Cử      | Kết Quả   |
| ---- | ------------------------------ | ------------------- | --------- |
| 2016 | Nữ diễn viên phụ xuất sắc nhất | Tẩu thoát ngoạn mục | Đoạt giải |

### QQ Entertainment Awards
| Năm  | Hạng Mục                    | Tác Phẩm Đề Cử | Kết Quả   |
| ---- | --------------------------- | -------------- | --------- |
| 2006 | Nữ diễn viên được yêu thích |                | Đoạt giải |
| 2007 | Nữ diễn viên được yêu thích |                | Đoạt giải |
| 2009 | Nhân vật phim nổi bật       |                | Đoạt giải |

### Quốc Kịch Thịnh Điển
| Năm  | Hạng Mục                         | Tác Phẩm Đề Cử        | Kết Quả   |
| ---- | -------------------------------- | --------------------- | --------- |
| 2015 | Nữ diễn viên chính xuất sắc nhất | Võ Mỵ Nương truyền kỳ | Đoạt giải |

### San Sebastián International Film Festival - LHP Quốc tế San Sebastián
| Lần | Năm  | Hạng Mục                         | Tác Phẩm Đề Cử               | Kết Quả   |
| --- | ---- | -------------------------------- | ---------------------------- | --------- |
| 64  | 2016 | Nữ diễn viên chính xuất sắc nhất | Tôi không phải Phan Kim Liên | Đoạt giải |

### Tokyo International Film Festival - LHP Quốc tế Tokyo
| Lần | Năm  | Hạng Mục                         | Tác Phẩm Đề Cử | Kết Quả   |
| --- | ---- | -------------------------------- | -------------- | --------- |
| 23  | 2011 | Nữ diễn viên chính xuất sắc nhất | Quan Âm sơn    | Đoạt giải |

## Giải thưởng khác
- Được bình chọn "Trung Quốc thập đại hồng tinh" năm 2003
- Nữ diễn viên được yêu thích nhất "Đài truyền Nam Phương Quảng Đông"
- Giải Kim Phượng Hoàng lần thứ 12 của học hội biểu diễn điện ảnh nghệ thuật Trung Quốc năm 2009
- "Nhà chế tác xuất sắc" của đài truyền hình Phúc Kiến năm 2009
- Nữ diễn viên điện ảnh của năm "mạng điển tử Sina" năm 2010
- Nữ diễn viên được hoan nghênh nhất năm tại lễ trao thường niên của báo " Esquire " Trung Quốc năm 2010
- 10 ngôi sao mới được quan tâm nhất năm 2010 của "Hollywood Reporter"
- Đại sức hình tượng công ích - Tập đoàn Tinh Phẩm truyền thông của STYLE GALA năm 2021
- Biểu tượng điện ảnh - Liên hoan phim quốc tế Singapore trao tặng năm 2023
- Biểu tượng thời trang và sắc đẹp toàn cầu của năm 2024 - THE EMIGALA

### Forbes China Celebrity 100
| Năm  | Hạng | Ref.  |
| ---- | ---- | ----- |
| 2005 | 10   |       |
| 2006 | 7    |       |
| 2007 | 7    |       |
| 2008 | 6    |       |
| 2009 | 8    |       |
| 2010 | 10   |       |
| 2011 | 9    |       |
| 2012 | 3    |       |
| 2013 | 1    |       |
| 2014 | 1    |       |
| 2015 | 1    | [ 2 ] |
| 2016 | 1    |       |
| 2017 | 1    | [ 3 ] |